# Afrangraecum
Afrangraecum es una sección del género Angraecum perteneciente a la familia de las orquídeas.
Contiene unas diez especies originarias de África continental. Son plantas interesantes con largas inflorescencias  que tienen flores de tamaño medio. De todas ellas, solo una se conoce que es cultivada.

## Especies seleccionadas
Tiene unas diez especies:
- Angraecum affine Schltr.
- Angraecum astroarche Ridl.
- Angraecum reygaertii De Wild.